# Jüdischer Friedhof Bad Vilbel

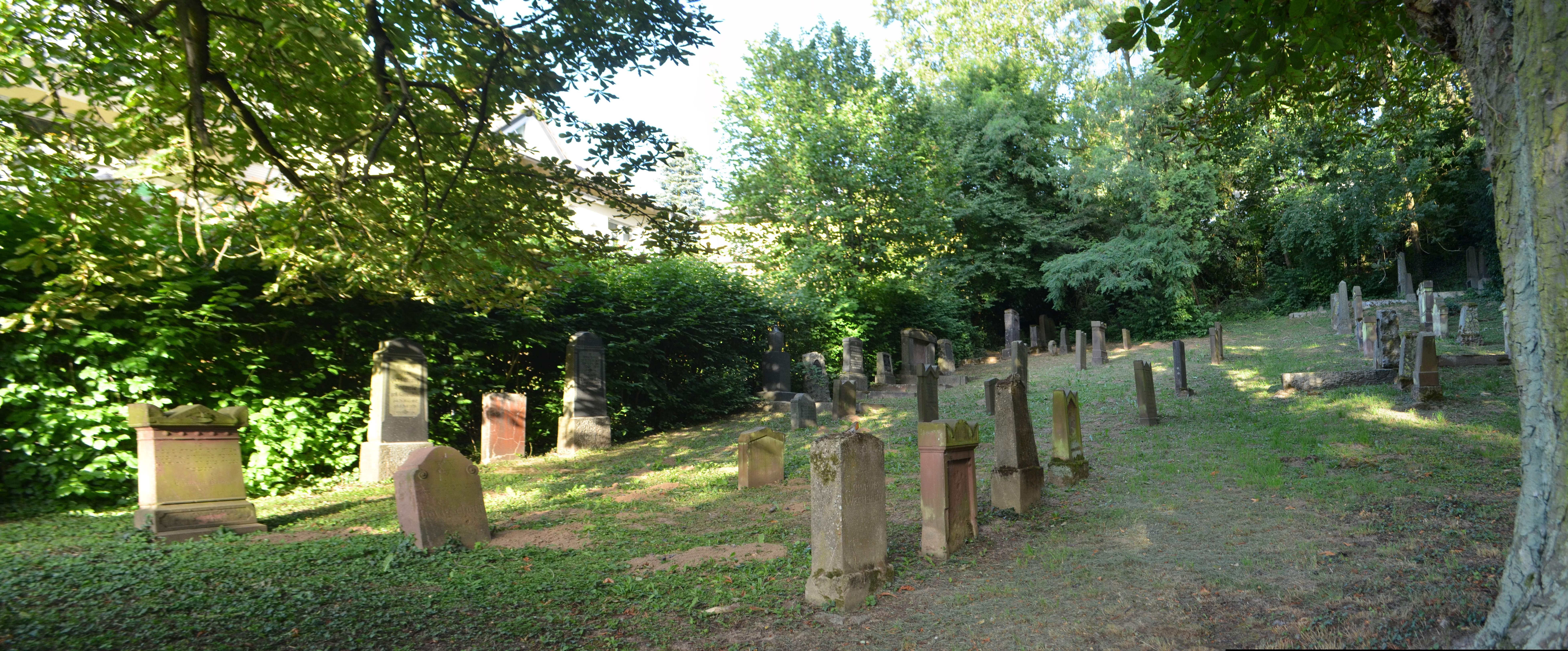
Jüdischer Friedhof Bad Vilbel

Der Jüdische Friedhof Bad Vilbel war die Begräbnisstätte der jüdischen Gemeinde in Bad Vilbel und steht als Kulturdenkmal unter Denkmalschutz.

## Geschichte
Ungefähr seit der Jahrhundertwende 1700 lebten Juden in Vilbel. Die bestehende Flurbezeichnung „Am Judenkirchhof“ außerhalb des Ortes ist ein Indiz, dass es einen älteren, aufgegebenen jüdischen Friedhof in Vilbel gab. Der bestehende Friedhof am Gronauer Weg, unterhalb des christlichen Friedhofes, mit einer Fläche von 7,92 ar wurde im Jahr 1845 angelegt.
Die jüdische Einwohnerschaft Vilbels konzentrierte sich in der Frankfurter Straße nahe der Synagoge (Frankfurter Straße 95). Die letzten Beerdigungen auf dem Friedhof waren die des  Ehepaars Julius und Flora Grünebaum am 13. Februar 1936 bzw. am 24. September 1937. Zum Zeitpunkt der Novemberpogrome 1938 war die jüdische Gemeinde durch Abwanderung bereits erloschen. 1944 kam es zu schweren Schändungen des Friedhofs, bei dem die Friedhofsmauer stark beschädigt wurde. Nach dem Zweiten Weltkrieg erfolgte die Wiederherstellung des Friedhofs. Die Zuordnung der Grabsteine zu Gräbern ist aber nicht mehr möglich.

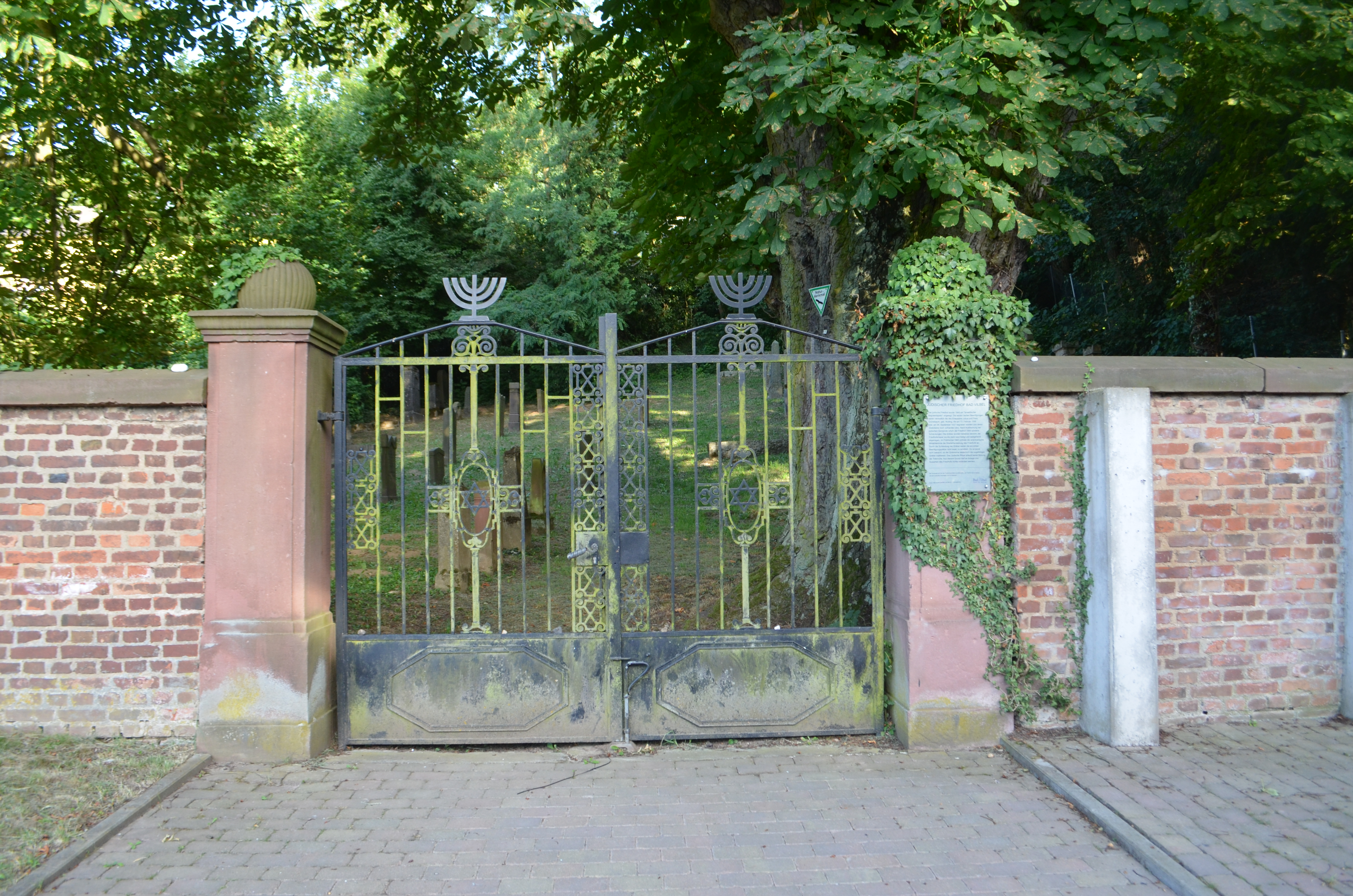
Tor
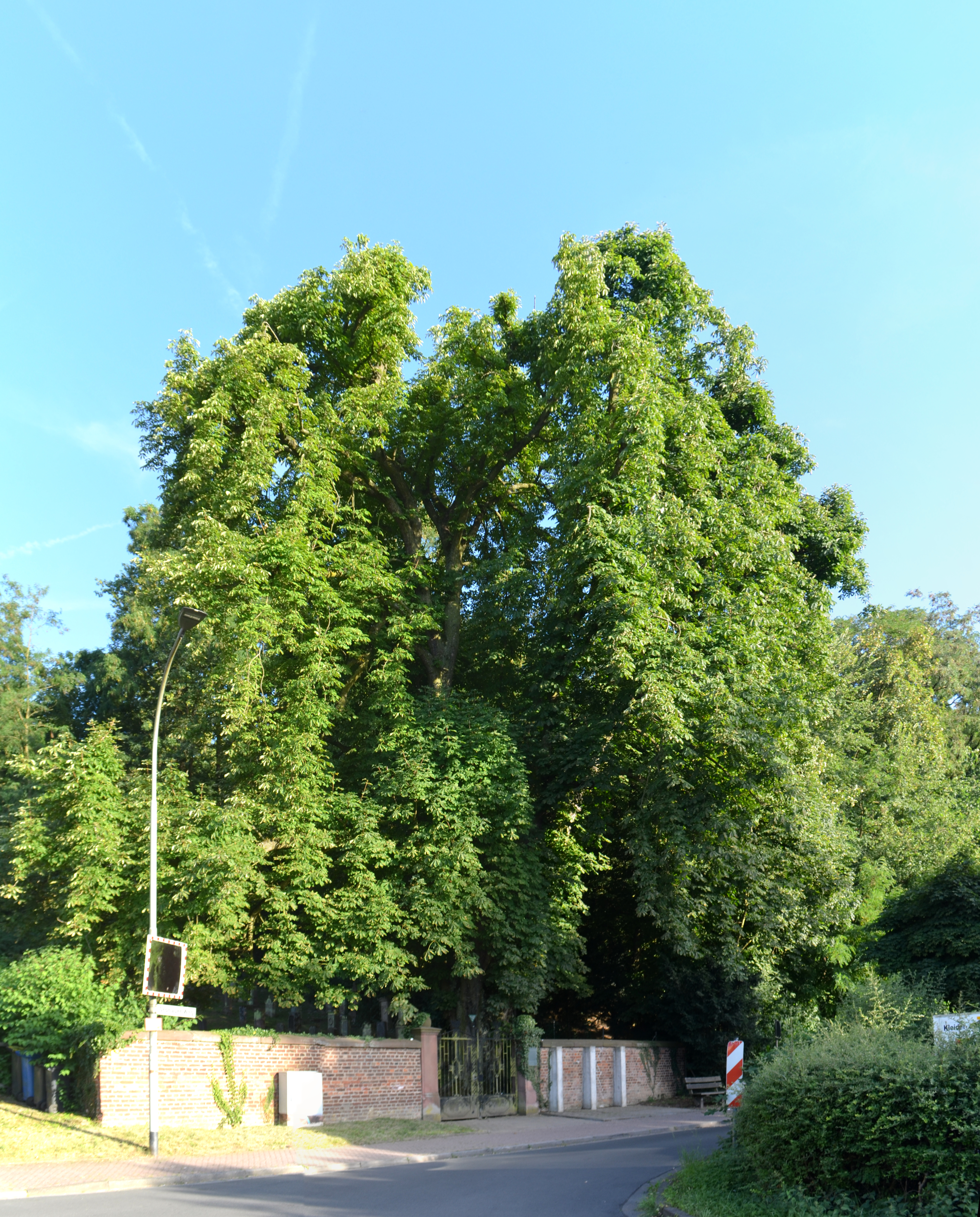
Rosskastanie auf dem Israelischen Friedhof

## Rosskastanie auf dem Israelischen Friedhof
Die Rosskastanie auf dem jüdischen Friedhof ist ein mächtiger Baum rechts neben dem Eingangstor. Wegen seiner Schönheit und Ortsbildprägung steht der Baum als Naturdenkmal unter Schutz.